# Słudicy (przystanek kolejowy)
Słudicy (ros. Слудицы) – przystanek kolejowy w miejscowości Słudicy, w rejonie gatczyńskim, w obwodzie leningradzkim, w Rosji. Położony jest na linii Petersburg – Newel – Witebsk.

## Historia
Stacja kolejowa w powstała w 1904, na linii łączącej Petersburg z koleją moskiewsko-windawską, pomiędzy stacjami Wyrica i Nowinka. Przebudowana do przystanku w latach 90. XX w..